# Chapelle-d'Huin
Chapelle-d'Huin è un comune francese di 423 abitanti situato nel dipartimento del Doubs nella regione della Borgogna-Franca Contea.

## Società

### Evoluzione demografica
Abitanti censiti